# Магги (соус)

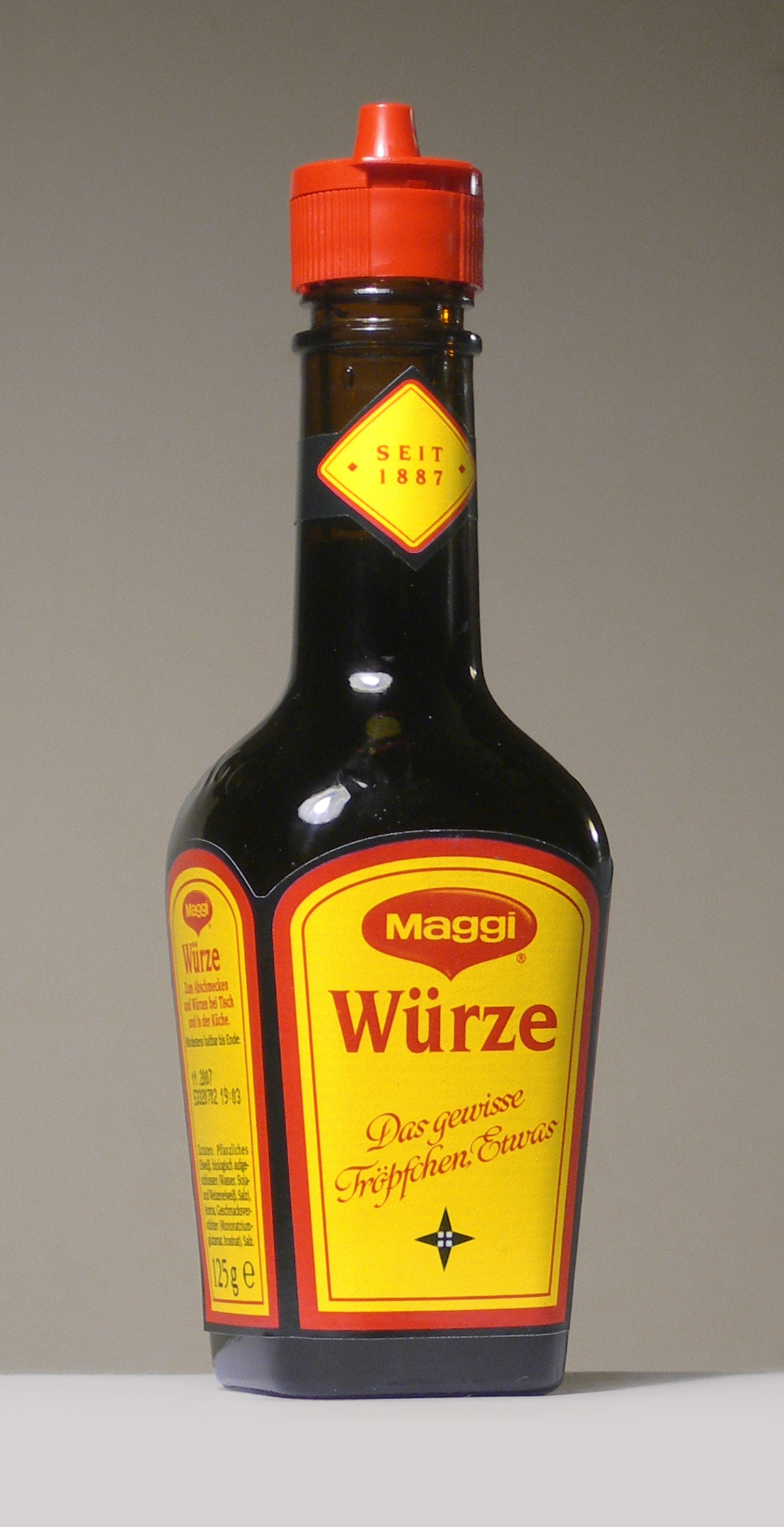
Приправочный соус «Магги»

«Ма́гги» (нем. Maggi-Würze — букв. «приправа Магги») — приправочный соус для супов и айнтопфов на основе растительных протеинов, изобретённый швейцарцем итальянского происхождения Юлиусом Магги в 1886 году в качестве дешёвой замены мясному экстракту и предназначавшийся для улучшения вкуса гороховых супов для рабочей бедноты, которые он уже выпускал по предложению врача Фридолина Шулера. Запах соуса «Магги» напоминает аромат любистока, который в Швейцарии даже стали называть «травой Магги», но самого любистока в составе соуса нет.
Культовый соус производства Maggi уже явно не соответствует современным требованиям здорового питания, но до сих пор имеется почти на каждой немецкой кухне, ему по-прежнему находится применение в киосках уличного быстрого питания и предприятиях общественного питания. Соус «Магги» можно встретить как в деревенских лавках в Африке, так и в супермаркетах в США. Только в Германии ежегодно продаётся 18 млн бутылочек соуса «Магги». Больше всего соуса «Магги» потребляют в Рурской области и Сааре (около 1 литра в год на среднее домохозяйство), где даже придумали мороженое «Магги». Производство соуса «Магги» в Германии наладили уже в 1887 году в Зингене, ныне там производится ежегодно 11 тыс. тонн соуса «Магги». Точная рецептура соуса хранится в секрете, а в 2017 году было объявлено о её пересмотре с тем, чтобы промышленный продукт питания «позеленел», а в его состав входило больше натуральных веществ.
Белковую основу соуса изначально составляли соя и пшеница, которые подвергали денатурации, гидролизу и нейтрализации белков в натронном щёлоке с выделением большого количества поваренной соли. С 2006 года соус «Магги» производится исключительно из пшеницы методом ферментативного гидролиза. Соус вызревает в течение четырёх месяцев в цистернах. Полученную приправу фильтруют, добавляют воды и сдабривают усилителями вкуса (глутаматом натрия), ароматическими веществами, дрожжевыми экстрактами и солью. Соус «Магги» в характерных тёмно-коричневых бутылочках разного объёма с узким горлышком и красно-жёлтой этикеткой, разработанных Юлиусом Магги, выпускает компания Maggi, с 1946 года принадлежащая концерну Nestlé.
Драматург Франк Ведекинд возглавлял рекламное бюро Maggi, будущий автор «Пробуждения весны» писал рекламные тексты в стихах о продукции Юлиуса Магги. В 1972 году Йозеф Бойс создал инсталляцию «Я не знаю уикендов» из бутылочки соуса «Магги» и издания «Критики чистого разума» Иммануила Канта. В ГДР производили похожий приправочный соус Bino. Его рекламный слоган «Готовь с любовью, приправляй Bino» (нем. Koche mit Liebe, würze mit Bino) упоминается в песне, написанной Манфредом Кругом для фильма «На солнечной стороне» 1961 года режиссёра Ральфа Кирстена. В 2011 году к 125-летию соуса «Магги» башню крепости Кронберг в Таунусе оформили в качестве гигантской соусной бутылки.